# Romanow-Schaf
Das Romanow-Schaf, auch Romanov-Schaf, ist eine Hausschafrasse aus der Gruppe der nordischen Kurzschwanzschafe, zu der auch das Guteschaf, das Gotlandschaf (auch hornloses schwedisches Pelzschaf genannt), die norwegischen Spelsau, Dalasau und Steigar, das Islandschaf und das Shetlandschaf gehören.

## Herkunft
Das Romanow-Schaf kommt ursprünglich aus dem Wolga-Tal nahe Moskaus, aus der Umgebung der Stadt Romanova (dem heutigen Jaroslawl), wo es gegen Ende des 17. Jahrhunderts aus bodenständigen Rassen gezüchtet wurden. Erstmals schriftlich erwähnt wurde es 1802.

## Nutzung
Romanow-Schafe wurden früher zur Fellgewinnung gezüchtet. In Russland wurde und wird der warme Vlies geschätzt – ein Mantel daraus wiegt nicht mehr als 2,5–3 kg und ist nach zehn Jahren noch immer in guter Form. Auch Filz-Stiefel, Socken und Handschuhe werden aus der Wolle der Romanow-Schafe hergestellt. Genutzt werden sowohl die schwarzen Felle der Lämmer als auch die weißen der Altschafe. Auch heute versucht man eine gute Fellqualität zu erreichen, und tatsächlich sind die Felle nach dem Gerben leichter und sehr viel weicher als die der meisten anderen Schafe. Gleichzeitig haben Romanow-Schafe eine sehr gute Milchleistung.

## Merkmale
Romanow-Schafe sind anspruchslos und unempfindlich, sowohl was das Wetter als auch die Widerstandsfähigkeit gegen Krankheiten betrifft. Sie ertragen Kälte und Temperaturschwankungen. In Russland kommen sie mit Wintertemperaturen von −25 bis −30 Grad Celsius genauso zurecht wie mit heißen Sommern. Die Beine und der meist hornlose Kopf sind schwarz, auf der Stirn haben sie eine weiße Blesse. Ansonsten haben Romanow-Schafe blaugraue Mischwolle aus schwarzem Kurz- und langem Weißhaar. Die Lämmer werden schwarz geboren, das Schwarz verblasst mit der Zeit zu grau.
Früher waren Romanow-Schafe deutlich kleiner als heute, ungefähr so groß wie heute die Skudden. Heute sind Romanow-Schafe in Deutschland und osteuropäischen Ländern meist mittelgroß, in Frankreich und den Niederlanden teilweise deutlich größer und schwerer; sie werden dort auch oft mit Fleischrassen gekreuzt. Es gibt also Romanow-Widder, die ein Gewicht von 65–70 kg erreichen und auch solche, die 80 kg schwer werden; ebenso gibt es Mutterschafe, die 45–50 kg schwer werden, als auch solche, die 65 kg schwer werden. Der Vlies der Widder wiegt 3–4 kg, der der Schafe 2–3 kg, bei den kleineren Tieren etwas weniger. Romanow-Schafe sind sehr anpassungsfähig, deshalb trifft man in unterschiedlichen Gegenden auf etwas unterschiedliche Schafe.

## Fortpflanzung
Romanow-Schafe haben einen asaisonalen Brunstzyklus und eine hohe Fruchtbarkeit. Zwei Lammungen pro Jahr sind möglich; durchschnittlich bringt ein Romanow-Schaf 5 bis 6 Lämmer pro Jahr zur Welt. Vierlinge, Fünflinge und Sechslinge sind keine Seltenheit. Trotz der Mehrlingsgeburten lammen Romanow-Schafe im Allgemeinen problemlos alleine. Das Erstablammalter liegt bei 15 Monaten. Die Tragzeit dauert 140–153 Tage (ca. 5 Monate). Romanow-Schafe werden durchschnittlich 14–15 Jahre alt.

## Bestand
Die Romanow-Schafe sind heute selten und werden von der FAO als gefährdet eingestuft.